# Balszun
Balszun (arab. بلشون) – miejscowość w Syrii, w muhafazie Idlib. W 2004 roku liczyła 1775 mieszkańców.